# 카롤 1세
카롤 1세(Carol I, 1839년 4월 20일 ~ 1914년 10월 10일)는 루마니아의 공작이자 루마니아 왕국의 초대 국왕(재위: 1881년 3월 26일 ~ 1914년 10월 10일)이다.
독일계 귀족이었던 비트의 엘리사베타와 혼인하였으며 사이에서 딸인 마리아 공주가 있었지만 어려서 죽었기 때문에, 조카인 페르디난드가 왕위를 이어받았다.
| 전임 알렉산드루 이오안 쿠자 | 루마니아 공작 1881년 3월 26일 | 후임 루마니아 국왕 |

| 전임 신설 | 루마니아 국왕 1881년 3월 26일~1914년 10월 10일 | 후임 페르디난드 1세 |